# مالينا سليمان (فنانة)
مالينا سليمان هي فنانة جرافيتي ورسامة وُلدت في كابول بأفغانستان في عام 1990. أُجبرت مالينا عندما كانت طفلة هي وعائلتها على الفرار من مسقط رأسها للعيش في قندهار بأفغانستان. يعتبر عملها تحديًا لتقاليد الثقافة الإسلامية التقليدية مثل البرقع، إذ تقول " يعتبر البرقع طريقة للسيطرة على المرأة باسم الاحترام. تعطي كل ثقافة أو دين اسمًا مختلفًا للبرقع. البرقع شرف وثقافة ودين، ولكنه يتحكم فقط في المرأة ويبقيها داخل المنزل". حظيت أعمال مالينا باهتمام حركة طالبان والمسلمين، مما أدى إلى تلقيها هي وعائلتها تهديدات من طالبان. تعرضت الفنانة لاعتدائئات جسدية، وتم إلقاء الحجارة عليها أثناء قيامها بعملها. 
لا تقلق مالينا من طالبان فحسب، بل تقلق عائلتها التي لا توافق على قرارها بامتهان الفن. يُنظر إلى الإبداع الفني الذي يُجسم الجسد البشري مثل عمل مالينا الهيكل العظمي مرتيًا البرقع على أنه عبادة الأوثان. تعتبر أعمال مالينا بالنسبة لحركة طالبان والمسلمين المحليين ببلدتها غير إسلامية، مما تسبب في إحراج والديها. وبسبب هذا ، سافر والداها مسافة كبيرة من أجل حبسها في المنزل لمدة عام تقريبًا ، وهو ما كان له تأثير معاكس لما كانا يأملانه. ادّعت مالينا قائلةً "كل ما أفعله اليوم هو من أجل الفن، كل ذلك بسبب تلك السنة التي كنت حُبست فيها بالمنزل."  تقضي سليمان وقتها في إقامة معارض فنية حول العالم. في ديسمبر 2019، كانت مالينا تنوي عقد محاضرة عن استعمار الفن في روما ولكن تم إلغاؤها.

## التعليم
درست مالينا سليمان الفن الواقعي في باكستان دون علم والدها، وحصلت في النهاية على درجة البكالوريوس في الفنون الجميلة في كراتشي، لكن توقفت دراستها عندما طلب منها والداها العودة إلى الوطن. بقيت بعد ذلك في المنزل لمدة عام دون اتصال بالإنترنت. وانضمت أثناء وجودها في كابول إلى جمعية بيرنج للفنون Berang Arts Association حيث تعلمت فن الجرافيتي من خلال ورش العمل.
في عام 2013، دفع هجوم على والدها العائلة إلى الانتقال إلى مومباي بالهند حيث درست هناك في مدرسة سير جيجي للفنون. وفي عام 2014، انتقلت إلى هولندا حيث بدأت دراسة درجة الماجستير في معهد الفن الهولندي.

## حياة مهنية
كانت مالينا مهتمة بالفن منذ الطفولة. ووصفت اهتمامها بالفن بالغريزة التي تشعر بها بداخلها. وبينما كانت مالينا في المنزل لمدة عشرة أشهر، شعرت أنها فقدت هويتها، وكان لذلك تأثير كبير عليها. لم يكن الأمر كذلك حتى اصطحبها زوج أختها إلى معرض لتجد هويتها مرة أخرى. تقول مالينا "بدأت أصرخ وأبكي، وشعرت أنني عدت، وخُلقت مرة أخرى". قررت وقتها بدء عملها في الفن على الرغم من علمها بأنها ستتلقى مقاومة من عائلتها ومن أشخاص آخرين. جذبت كتابتها عن الجرافيتي تعليقات من المارة. تعرضت أيضًا للاعتداء من قبل أشخاص يرشقونها بالحجارة، والذين تبعوها إذا ما حاولت الانتقال. كانت طالبان هي الأكثر عداوةً ضد عملها، إذ قالوا إن عملها يمثلعبادة الأوثان ومعادٍ للإسلام. وقد أدى ذلك إلى أعمال عنف ضد مالينا وعائلتها. وبمجرد أن بدأت مالينا في إقامة معارضها، تلقت تهديدات تحذرها من حضور المعارض الخاصة بها. وفي أحد المعارض في قندهار، جذبت انتباه الحاكم توريالاي ويسا الذي أشاد بعملها على أمل أن "تفعل المزيد من النساء الشيء نفسه". أكسبها هذا دعوة إلى قصر الرئيس حامد كرزاي لعرض أعمالها في عرض خاص. وانضمت أيضًا إلى مجموعة فنية محلية تسمى جمعية قندهار للفنون الجميلة ، لعمل مشهد فني من شأنه أن يكون حيًا في مسقط رأسها المحافظ بشدة. 
كانت المجموعة كلها من الذكور وصغيرة نسبيًا ولكنها اكتسبت العديد من الفنانات منذ ذلك الحين. وفي عام 2015، شاركت مالينا في معرض للرسم والنحت في المركز الثقافي الفرنسي في كابول. في نفس العام، عُرض عملها في ععرض فردي في معرض استعراض الفنون Art Representative في لندن. وشهد العرض الذي يحمل عنوان "ما وراء الحجاب: إزالة السياق" تركيب عدد من البراقع، كُتبت كل منها برغبات وتطلعات المواطنين الأفغان في شكل تقليدي من الخط.  صدر فيلم عام 2016 بعنوان "تذوق القمر" بطولة مالينا سليمان وشمسية حساني ونبيلة حوراخش. يدور الفيلم حول الجيل الأول من الفنانات الأفغانيات المعاصرات ويحتوي على ثلاثية من تسلسلات الأحلام الانطباعية المستوحاة من تكرار الاستعارات في عمل كل فنان.

## العمل الفني
لم يصبح فن مالينا سياسيًا حتى عادت إلى أفغانستان. سعت مالينا من خلال فنها بعد رؤية التمييز الذي واجهته هي ونساء أخريات للدفاع عن حقوق المرأة في أفغانستان. يعتبر أشهر فن جرافيتي لديها هو صورة هيكل عظمي يرتدي البرقع الأزرق الشهير. لطالما شعرت سليمان أن البرقع كان يسيطر عليها وهي طفلة. وبالنسبة إليها يعتبر الهيكل العظمي هو صورة ذاتية تعني عدم وجود هوية للمرأة في أفغانستان، وعدم المساواة لأن النساء يعاملن كمواطنات من الدرجة الثانية في أفغانستان، واضطهاد النساء اللواتي يُقتلن للمطالبة بحقوقهن. من أكثر أعمالها المروعة والأكثر قتامة مشهدًا مروعًا في أعقاب تفجير انتحاري. تصور مالينا رد فعل الناس في بيان خلال مقابلة قائلةً "كثير من الناس لم يروا قط عملًا فنيًا. . . تعرض البعض للإهانة وأصيب آخرون لأنهم عانوا من ذلك من قبل".

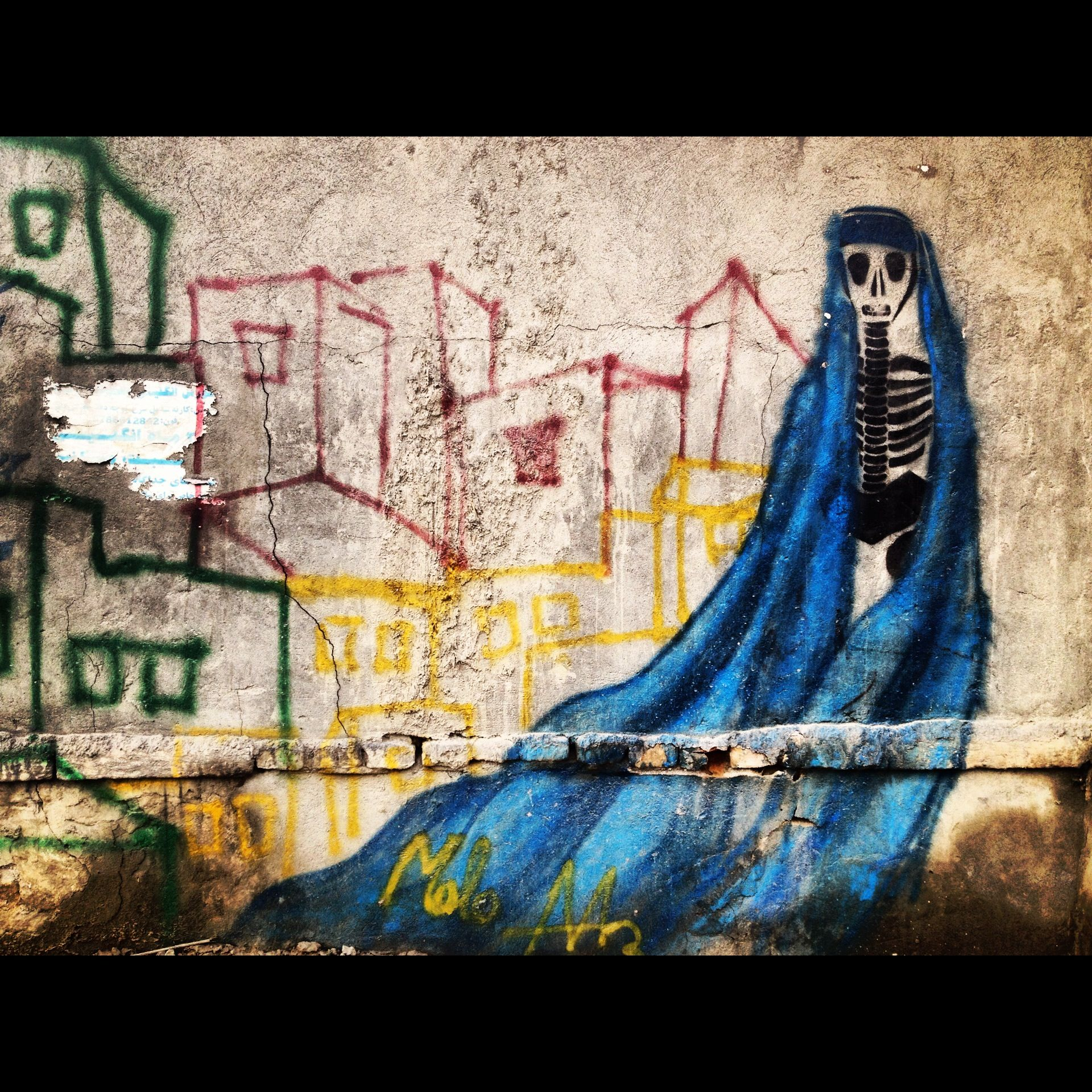
هيكل عظمي في البرقع.

تواجه مالينا أيضًا حقيقة كونها شخصية مثيرة للجدل في أفغانستان ، مع العلم أنها قد تُقتل بسبب فنها. عادة ما يُنظر إلى فن الجرافيتي أو فن الكتابة على جدران الشارع على أنه خطير لأنه غير قانوني، مما يضيف طبقة أخرى إلى نهج سليمان المثير للجدل في الفن. لا يقتصر فنها على تغطية المشهد السياسي والحربي في أفغانستان فحسب، بل تغطي أيضًا حياتها وحياة والديها في عمل فني بعنوان "حياة اليوم". تصور هذه اللوحة جنيناً في رحم معلق من شجرة يتم جره في اتجاهات مختلفة. فبالنسبة لمالينا، كان مصيرها قد تقرر بالفعل قبل ولادتها. "قبل ولادة الطفل، يفكر الوالدان بالفعل في أنه يمكن للابن إعالتهم ويمكن تزويج الابنة من خاطب ثري. ولا يتوقفون عن التفكير فيما قد يريده الطفل".  تعتبر مالينا فنها شكل من أشكال المقاومة ضد طالبان والقواعد التقليدية. وعلى الرغم من خطورة تسليط الضوء عليها في أفغانستان، إلا أن مالينا تريد تحدي السياسة والثقافة وحقوق المرأة. قالت مالينا في مقابلة، "شعرت بأنني بخير، إذا لم أقل شيئًا، فمن سيفعل؟"  لهذا السبب ، تستخدم مالينا الكتابة على الجدران "لإعطاء صوت للجدران" في أفغانستان. تصور لوحتها الفتاة في صندوق الثلج فتاة عالقة في صندوق يمثل الثقافة الأفغانية، وتحتجز النساء كرهينة.

## روابط خارجية
- مالينا سليمان في مشروع كابول الفني
- ما وراء الحجاب: إزالة السياق - كتابات لمالينا سليمان
- تذوق القمر - فيلم عن مالينا سليمان